# Érika (labdarúgó)
Érika Cristiano dos Santos, ismertebb nevén Érika (São Paulo, 1988. február 4. –) brazil női válogatott labdarúgó.

## Pályafutása
Érika gyermekkorában, mint a legtöbb helyi lány a környékbeli fiúkkal kezdte rúgni a labdát lakóhelye környezetében. Hatévesen édesanyja beiratta Marcelinho Carioca újonnan indult labdarúgó iskolájába és az itt eltöltött időszak alatt rendszeresen játszott, így rengeteg tapasztalatot szerzett. 12 éves korában jelentkezett az Associação Sabesp utánpótlás neveléséhez. Három éven keresztül legtöbbször csak teremben bizonyíthatta rátermettségét, de lelkesedése nem lankadt a sportág iránt, és egyre nagyobb késztetést érzett a továbblépésre, amelyhez nagy hatást gyakorolt az általa is csodált női futball legenda Sissi támogatása.
Próbajátékra jelentkezett a Juventus csapatához, ahol a sikeres tesztet követően csatlakozhatott az U19-es kerethez, mindössze 15 évesen. Karrierje innentől kezdve szépen ívelt felfelé és három utánpótlás szezon után 2005-ben a Santos ajánlatát elfogadva a Série A1-ben találta magát.

## Sikerei

### Klub
Brazil bajnok (2):
- Corinthians (2): 2018, 2020

 Francia bajnoki ezüstérmes (2):
- Paris Saint-Germain (2): 2015–2016, 2017–2018

 Francia kupagyőztes (1):
- Paris Saint-Germain (1): 2018

Libertadores-kupa győztes (1): 
- Corinthians (1): 2019[2]

### Válogatott
- Olimpiai ezüstérmes (1): 2008
- Copa América győztes (2): 2010, 2018
- Pánamerikai Játékok győztes (1): 2015
- Brazil Nemzetközi Torna aranyérmes (7): 2009,[3] 2011, 2012[4] 2013,[5] 2014,[6] 2015,[7] 2016,[8]

- Brazil Nemzetközi Torna ezüstérmes (2): 2010,[9] 2019[10]
- Jungcsuan Nemzetközi Torna győztes (1): 2017
- Jungcsuan Nemzetközi Torna ezüstérmes (1): 2019

## Statisztikái

### A válogatottban
2021. június 14-gyel bezárólag
| Válogatott | Szezon   | Mérk. | Gól |
| ---------- | -------- | ----- | --- |
| Brazília   |          |       |     |
| 2006       | 5        | 0     |     |
| 2007       | 0        | 0     |     |
| 2008       | 10       | 1     |     |
| 2009       | 6        | 2     |     |
| 2010       | 8        | 1     |     |
| 2011       | 9        | 5     |     |
| 2012       | 11       | 1     |     |
| 2013       | 0        | 0     |     |
| 2014       | 0        | 0     |     |
| 2015       | 5        | 1     |     |
| 2016       | 5        | 0     |     |
| 2017       | 4        | 1     |     |
| 2018       | 2        | 2     |     |
| 2019       | 10       | 1     |     |
| 2020       | 2        | 1     |     |
| 2021       | 1        | 0     |     |
| Összesen   | Összesen | 78    | 15  |

| Brazília színeiben szerzett góljai | Brazília színeiben szerzett góljai | Brazília színeiben szerzett góljai                     | Brazília színeiben szerzett góljai | Brazília színeiben szerzett góljai | Brazília színeiben szerzett góljai | Brazília színeiben szerzett góljai | Brazília színeiben szerzett góljai |
| ---------------------------------- | ---------------------------------- | ------------------------------------------------------ | ---------------------------------- | ---------------------------------- | ---------------------------------- | ---------------------------------- | ---------------------------------- |
|                                    |                                    |                                                        |                                    |                                    |                                    |                                    |                                    |
| Gól                                | Dátum                              | Helyszín                                               | Ellenfél                           | Találat                            | Eredmény                           | Esemény                            | Forrás                             |
| 1                                  | 2008. június 15.                   | Szuvon Sportkomplexum, Szuvon                          | Olaszország                        | 1–0                                | 2–1                                | Peace Queen-kupa                   |                                    |
| 2                                  | 2009. december 13.                 | Estádio do Pacaembu, São Paulo                         | Mexikó                             | 2–0                                | 3–2                                | Brazil Nemzetközi Torna            | [ 11 ]                             |
| 3                                  | 2010. november 19.                 | Estadio La Cocha, Latacunga                            | Kolumbia                           | 1–0                                | 5–0                                | Copa América                       | [ 12 ]                             |
| 4                                  | 2011. július 6.                    | Commerzbank-Arena, Frankfurt                           | Egyenlítői-Guinea                  | 1–0                                | 3–0                                | 2011-es világbajnokság             | [ 13 ]                             |
| 5                                  | 2011. december 8.                  | Estádio do Pacaembu, São Paulo                         | Olaszország                        | 1–1                                | 5–1                                | Brazil Nemzetközi Torna            |                                    |
| 6                                  | 2011. december 11.                 | Estádio do Pacaembu, São Paulo                         | Chile                              | 1–0                                | 4–0                                | Brazil Nemzetközi Torna            |                                    |
| 7                                  | 2011. december 18.                 | Estádio do Pacaembu, São Paulo                         | Dánia                              | 1–1                                | 2–1                                | Brazil Nemzetközi Torna            |                                    |
| 8                                  | 2011. december 18.                 | Estádio do Pacaembu, São Paulo                         | Dánia                              | 2–1                                |                                    | Brazil Nemzetközi Torna            |                                    |
| 9                                  | 2012. december 16.                 | Estádio do Pacaembu, São Paulo                         | Dánia                              | 1–0                                | 2–1                                | Brazil Nemzetközi Torna            |                                    |
| 10                                 | 2015. december 1.                  | Arena Pantanal, Cuiabá                                 | Új-Zéland                          | 2–1                                | 5–1                                | Barátságos mérkőzés                | [ 14 ]                             |
| 11                                 | 2017. november 25.                 | Estadio Diaguita, Ovalle                               | Chile                              | 1–0                                | 4–0                                | Barátságos mérkőzés                | [ 15 ]                             |
| 12                                 | 2017. november 25.                 | Estadio Municipal Francisco Sánchez Rumoroso, Coquimbo | Bolívia                            | 1–0                                | 7–0                                | Copa América                       | [ 16 ]                             |
| 13                                 | 2017. november 25.                 | Estadio Municipal Francisco Sánchez Rumoroso, Coquimbo | Bolívia                            | 5–0                                |                                    | Copa América                       | [ 16 ]                             |
| 14                                 | 2019. augusztus 29.                | Estádio do Pacaembu, São Paulo                         | Argentína                          | 4–0                                | 5–0                                | Brazil Nemzetközi Torna            | [ 17 ]                             |
| 15                                 | 2020. december 1.                  | Morumbi Stadion, São Paulo                             | Ecuador                            | 8–0                                | 8–0                                | Barátságos mérkőzés                | [ 18 ]                             |